# Wild Elephinks
Wild Elephinks è un film del 1933 diretto da Dave Fleischer. È un cortometraggio d'animazione della serie Braccio di Ferro, uscito negli Stati Uniti il 29 dicembre 1933.

## Trama
Braccio di Ferro e Olivia Oyl navigano su una piccola zattera sfidando le onde e i pesci ostili, finché non vengono depositati a riva da un'onda amica. Tuttavia, sono arrivati in una giungla pericolosa, piena di animali selvaggi, tra cui un enorme elefante selvatico. Quest'ultimo attacca Braccio di Ferro, ma viene sconfitto da un potente pugno alla proboscide che gli crea un bernoccolo in testa. Mentre l'eroe sta combattendo il pachiderma, tuttavia, Olivia viene afferrata e portata via da un gorilla. Braccio di Ferro li insegue e si sbarazza in fretta della scimmia, ma molti animali si radunano per predare i due naufraghi. Dopo aver affrontato il re leone e un boa, Braccio di Ferro riceve la sua lattina di spinaci da Olivia per riprendersi. Poiché gli elefanti non dimenticano mai, quello colpito da Braccio di Ferro torna per vendicarsi, ma il marinaio lo afferra per la proboscide e lo lancia via, colpendo e affondando una piccola isola lì vicino. Colpisce quindi tutte le altre bestie, trasformandole in pellicce che Olivia indossa prontamente. Braccio di Ferro la scambia per una scimmia e la colpisce, ricevendo a sua volta due pugni dalla ragazza.

## Distribuzione

### Edizione italiana
L'unico doppiaggio italiano conosciuto fu realizzato dalla C.R.C. per la trasmissione del corto sulle reti Rai a metà anni 1990. In tale occasione furono aggiunte alcune battute assenti nell'edizione originale. Non essendo stata registrata una colonna internazionale, fu sostituita la musica presente durante i dialoghi.

### Edizioni home video
Il corto fu pubblicato in DVD-Video in America del Nord il 31 luglio 2007 nel primo disco della raccolta Popeye the Sailor: Volume One, dove è visibile anche con un commento audio di Jerry Beck.